# 丹羽泉
丹羽 泉（にわ いずみ、1956年 - ）は、日本の宗教学者。専門は宗教社会学、朝鮮宗教論。
東京外国語大学名誉教授。

## 略歴
- 1981年3月 東京外国語大学外国語学部朝鮮語学科卒業
- 1984年3月 九州大学大学院文学研究科博士前期課程修了
- 1987年3月 九州大学大学院文学研究科博士後期課程単位取得退学
- 1987年4月 国際基督教大学社会科学研究所研究 助手
- 1992年4月 東京外国語大学外国語学部 講師
- 1996年4月 同 助教授
- 2007年4月 同 教授
- 2009年4月 東京外国語大学総合国際学研究院 教授（国際社会部門・国際研究系、大学院重点化による配置換え）
- 2022年3月 東京外国語大学を定年退職、名誉教授

## 研究業績
- 「『在日』をめぐるディスクールと脱『日本』化過程」東京外国語大学論集 69号 2004
- 『韓国百科第二版』（共著）大修館書店、2002
- 「巫俗儀礼にあらわれるチャプシンについて―動態論的な視角から―」『朝鮮学報』149、1993

| スタブアイコン | サブスタブ | この項目は、まだ閲覧者の調べものの参照としては役立たない、人物に関連した書きかけの項目です。この項目を加筆・訂正などしてくださる協力者を求めています（P:人物伝/PJ:人物伝）。 |